# 乔纳森·埃利希

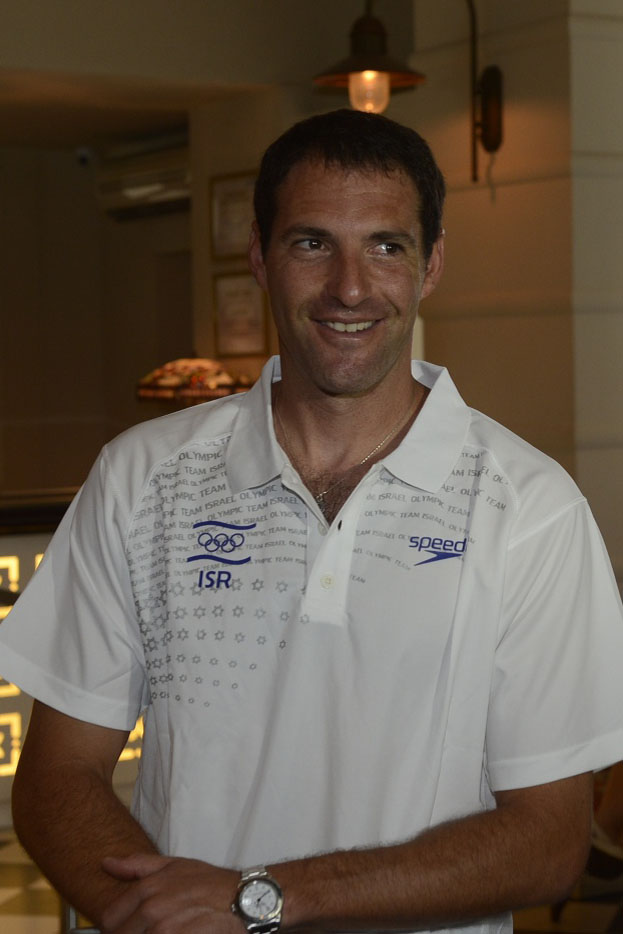
乔纳森·埃利希

乔纳森·达里奥·“约尼”·埃利希（1977年4月5日—），出生于阿根廷布宜诺斯艾利斯，以色列男子职业网球运动员，曾获得澳大利亚网球公开赛男子双打（2008年）冠军

## 外部連結
- 乔纳森·埃利希（英文/西班牙文）的官方資料
- 乔纳森·埃利希的國際網球總會 職業／青少年 官方資料（英文）
- 乔纳森·埃利希的官方資料（英文）